# 内省
内省（）（英: human self-reflection）とは、人間が内観を行使する能力と基本的なる自然な感情、目的および本質について深く鑑みてみるというその意欲のこと。

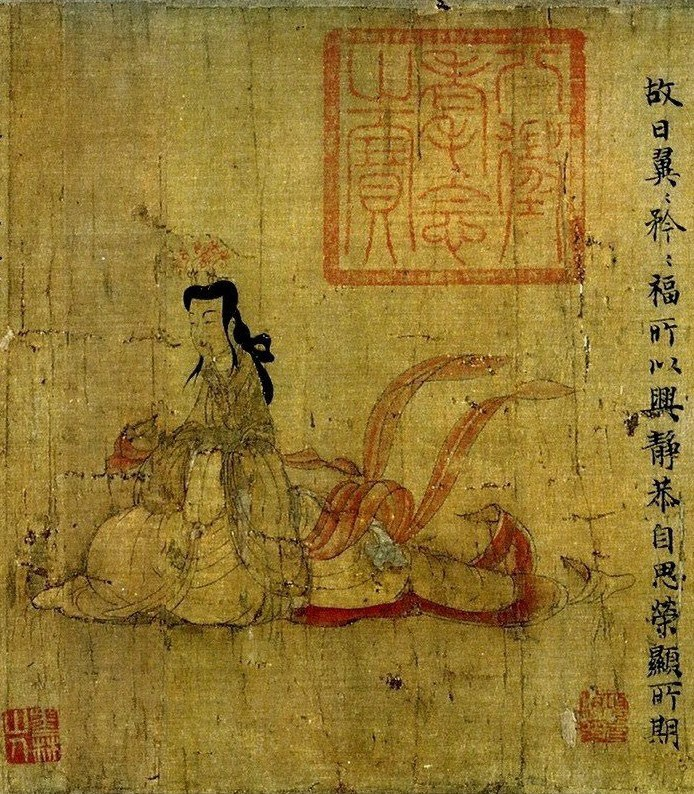
この最後から2番目のAdmonitions Scrollのシーンでは、宮殿の女性が静かに熟考しながら座っている 。「だから私は言う。冷静かつ丁寧にあなたの行動について考えてください、そして名誉と名声があなたを待っています。」

内省について最も古い歴史的記録は、3千年以上前、デルフィのアポロ神殿の前庭に「自分を知る」という言葉が刻まれており、人類が内省それ自体に抱いていた大きな関心を示していることがわかる。

## 歴史

### 先史時代
人類のステータスについての先史時代の概念は、人間のための古代の言葉の語源によっても推測されるかもしれなく、ラテン語ホモ（PIE *dʰǵʰm̥mō ）は、おそらく「天の」存在とは反対の「地球の、地球人の」を意味する。ギリシャ語ἂνθρωπος（mycenaean * anthropos）は「目線が低い」を意味し、これもまたおそらく神の見方と対照的である。

### 古代オリエント
エジプトの3世紀ごろの王国から、古代エジプト人の魂について永遠の来世への信念が文書化されており、太古の時代から、男はラジカルさと並んで虚弱な人類支配の主張と人間の簡潔なる生活における悲観さ（ヘブライ語聖書、例えば、人間の支配権が約束される創世記 1：28、しかし、の著者伝道者は人間すべての努力の虚栄心を嘆く）を備える。

### 古典古代
プロタゴラスは、「人はすべてのものの尺度であり、それは何であるかではない、それではない」との有名な主張をした。ソクラテスは、すべての人間が「自分を知る」ことを主張し、（疑いもなく舌の中で）人間の定義を「羽のない二足歩行者」とした（プラトン、Politicus）。もっと深刻なのは、アリストテレスの「共同動物」（ζofονπολιτικόν）としての人間の記述、すなわち、人間性の中心的な特性としての社会構築を強調し、そして「無記名動物を考えた」（ζῶον λόγον ἔχον、動物の理論的根拠）とし、これが種の分類法、Homo sapiensにも影響を与えた用語となる。

### 中世
カトリック教会によって示された中世ヨーロッパの支配的な世界観は、人間の存在は本質的に良くて「独創的な恵み」で創造されるということであったがしかし混乱のために罪によって傷つけられ、そしてその目的は死後の美的ビジョンに焦点を合わせることである。13世紀の教皇インノケンティウス3世 (ローマ教皇)は「人間の条件の悲惨さについて」にこの世の存在の本質的な悲惨さについて書いている。例えば、ビュー、 ギアノゾ・マネッティによって争われた彼の論文では、「人間の尊厳に」である。

### ルネッサンス
シェイクスピアの『ハムレット』（II、ii、115-117）の有名な引用文。
なんという仕事は男だ！理にかなってなんて貴族か！学部では無限大！形や感動、表現力と感動の良さ！実際には天使のようなものです。不安にあって、なんて神様なのでしょう。世界の美しさ！動物のパラゴン！それでも、私にとって、このほこりの本質は何ですか？
ルネ・デカルトの言葉は今日有名で、簡潔に提示している：Cogito ergo sum  （フランス語： " Je pense donc je suis ";英語："私はそう思う、だから私は"）。

### 近代
啓蒙主義は、イマヌエル・カントの言葉では「人は自分の意識によってすべて動物の上にたち、よって「合理的な動物」である」という新たな信念によって推進され、19世紀に、カールマルクスは、この伝統に反対する意識で人間を「労働動物」（動物研究所）と定義した。20世紀初頭、ジークムント・フロイトは、人間の行動は無意識の精神によって支配されていると主張することで実証主義に深刻な打撃を与えりこととなった。

## 他の種との比較
人間を他のすべての動物と区別する単一の行動特性を識別するために様々な試みがなされてきた。
多くの人類学者は、容易に観察可能なのが特徴（ツール -makingと言語）だと思われ、それほど容易に観察に基づいている精神的なプロセスを考える能力：人間の中で一意であるかもしれない象徴的抽象、論理的にいくつかの種はその能力を実証しているが、こうした特性が人間の進化のどの時点で一般的になったのかも明らかではない。ホモ属（例えばの絶滅種として、ネアンデルタール人、ホモ・エレクトスなど種のホモサピエンスに限定されない）もまた、熟達ツールメーカーであったとも言語的スキルを持っていたかもしれないともいわれる。
学習環境では、経験を持つことの有用性を最大化するために、熟考することはループの重要な部分である。次の「課題」に進むのではなく、課題のプロセスと結果を確認し、少しの距離（経過時間）の利点を得て、経験の価値が私たちにとってどのような意味を持つのかを再考できるが、経験は人生の一部でしかない。